# Libeňská vodárenská věž
Libeňská vodárenská věž na křižovatce dnešních ulic Davídkova a Na Slovance v Praze-Libni byla postavena českým architektem a stavitelem Františkem Schlafferem na počátku 20. století. Věž byla součástí vodárenského systému napájeného z vodního zdroje Káraný a zásobovala pitnou vodou výše položené velké nájemní domy v Libni. Svou úlohu přestala plnit koncem šedesátých let 20. století.  Od roku 1991 je libeňská vodárenská věž chráněná jako kulturní památka České republiky.

## Historie
Libeňská věž, nejmenší z pražských vodárenských věží, byla vyprojektována v roce 1903 stavební kanceláří hl.m. Prahy. Stavba, kterou realizoval  architekt František Schlaffer, byla dokončena a zkolaudována v roce 1905.
V roce 1988 byla věž převedena na městskou část, aby ji využila k jiným účelům, to se však nestalo a věž chátrala.

### Rekonstrukce
Po roce 2007 ji soukromý investor Martin Sluka chtěl do tří let přestavět náklady desítek milionů Kč na třípodlažní mezonetový byt s výtahem podle projektu Zbyňka Pšeničky z firmy Faber Project, přestavba začala v létě 2008. Technologické a relaxační centrum, garáže a skladiště jsou budovány v podzemí v sousedství věže.

## Popis
Věž, vybudovaná na kruhovém půdorysu v neobarokním stylu v pdobě holandského majáku je vysoká 42 metrů, Do vodojemu ve věži (průměr 6,5 metru, výška 5,7 metru) bylo možné naplnit až 178 m³ vody. 
Na libeňskou vodárenskou věž odkazují názvy okolních ulic Za Vodárnou a Pod Vodárenskou věží.